# Jordi Condal i Casas
Jordi Condal i Casas (Barcelona, 20 de maig de 1949) és un escriptor català.
És llicenciat en Enginyeria Industrial i ha treballat d'assessor laboral. Es fa conèixer sota el pseudònim de Professor Martell i Escarpra. És col·laborador habitual en mitjans de comunicació i en revistes científiques i culturals com: Todos a una, Cina i Cerdanyola Ràdio. Ha publicat els llibres de poemes Immòbil moviment (Barcelona, 1995), Un poble mut (Cerdanyola del Vallès, 2005). Pel que fa a narrativa, ha publicat Els germans Pinçons (Barcelona, 1987), Geometria d'un conte (Barcelona, 1993). D'altra banda, Condal va ser un dels integrants de Ramat de Pedres, una associació de Cerdanyola amb ganes de potenciar la poesia amb la finalitat de crear més lectors i escriptors.
També ha format part del grup cultural Perifèrics amb el qual ha publicat dos llibres de relats breus. El darrer s'anomena E·Pitafi i consta de 7 relats breus que parlen de la mort. Hi ha col·laborat juntament amb els autors Ramon Camprubí, Marutxi Beaumont, Montserrat Costas, Isidre Grau, Josep Maria Riera i Miquel Sánchez.

## Obra
Poesia
- Immòbil moviment, Columna, (Barcelona, 1995), ISBN 978-84-7533-960-3
- Híbrid amb Montserrat Costas, Columna, (Barcelona, 1999, ISBN 978-84-8300-844-7
- Un poble mut amb Kippelboy, Montflorit, (Cerdanyola del Vallès, 2005), ISBN 978-84-95705-30-3

Narrativa
- Pinçons, Selecta, (Barcelona, 1987), ISBN 978-84-7667-019-4
- Geometria d'un conte, Barcanova, (Barcelona, 1993), ISBN 978-84-7533-960-3 (Juvenil)
- Contes metropolitans, Editorial Montflorit, (Cerdanyola, 2001) (Recull de relats amb altres autors)
- E·pitafi, Editorial Montflorit, (Cerdanyola del Vallès, 2008 (Recull de relats amb altres autors)

Teatre
- El límit de la fugida. Edicions 62, (Barcelona, 2011), ISBN 978-84-297-6758-2

## Premis i reconeixements
- Premi Víctor Català, 1986: Els germans Pinçons
- Divendres Culturals de Poesia de Cerdanyola del Vallès, 1995: Immòbil moviment
- Premi Vila de Martorell de poesia, 1999: Híbrid[2]
- Premi de Teatre Recvll de Blanes, 2010: El límit d'una fugida[1]